# Győr
Győr (maďarsky  ˈɟøːr, česky a slovensky Ráb, německy Raab, latinsky Arrabona, též latinsky Jaurinum) je město v severozápadním Maďarsku. Je správním městem župy Győr-Moson-Sopron. Žije zde přibližně 130 tisíc obyvatel. Je osmým největším maďarským městem a centrem regionu Kisalföld. Od roku 1009 je sídlem rábské diecéze (resp. diecéze Győr). Město se nachází na soutoku řek Mošoňský Dunaj, Rába, pak v blízkosti řek Rábca a Marcal. Město bylo pod názvem Arrabona (německy Raab – Gyor) významným střediskem Pannonie již v době římské. Jižně od města vede evropská silnice E60.

## Název
Prvními obyvateli dnešního sídla byli Keltové, od nichž název do latiny převzali Římané. Z tehdejšího názvu Arrabona, se vyvinul časem i německý název Raab a také dnešní český název Ráb. Název Arrabo odkazoval na dnešní řeku Rábu. Ten se dodnes v maďarštině pro uvedený vodní tok používá, nicméně pouze pro něj.
Maďarský název Győr pochází od rodu (v historických zdrojích také Geur nebo Jeur), který zde žil a který dle legendy přišel z německých zemí v první polovině 11. století. Do jihoslovanských jazyků pronikl tento název v podobě Jura/Đura (Јура/Ђура).

## Přírodní poměry
Město se nachází v severozápadní části Maďarska, 110 km západně od Budapešti, 65 km jihovýchodně od Bratislavy a 10 km od slovenských hranic. Střed města zahrnuje jediný vyšší vrcholek (Káptalandomb) v rovinaté a bažinaté krajině při veletoku Dunaji (ten se nachází od Győru jen 10 km severovýchodním směrem). To zde také již v dávnověku umožnilo rozvoj trvalého osídlení.

### Podnebí a vodstvo
Město má klasické mírné klima. Průměrná roční teplota zde dosahuje 10,3 °C a průměrné roční množství srážek potom 530 mm.
Město se rozvinulo při ústí Mošoňského Dunaje (maďarsky Mosoni Duna), řeky Ráby, Rábce a Marcal do něj. Občas bývá proto označováno v Maďarsko jako „město řek“, (maďarsky folyók városának).
Dunaj má významný vliv na město, ať už z hlediska životního prostředí, či hospodářského rozvoje. Veletok byl regulován v letech 1886 až 1894. Nejvýznamnější řekou Győru je Mošonský Dunaj, který byl regulován společně s Dunajem; koryto Ráby bylo upraveno již roku 1893. V roce 1907 byla postavena plavební komora v Rajce u Bratislavy, která měla pomoci regulovat povodně.

### Flora a fauna

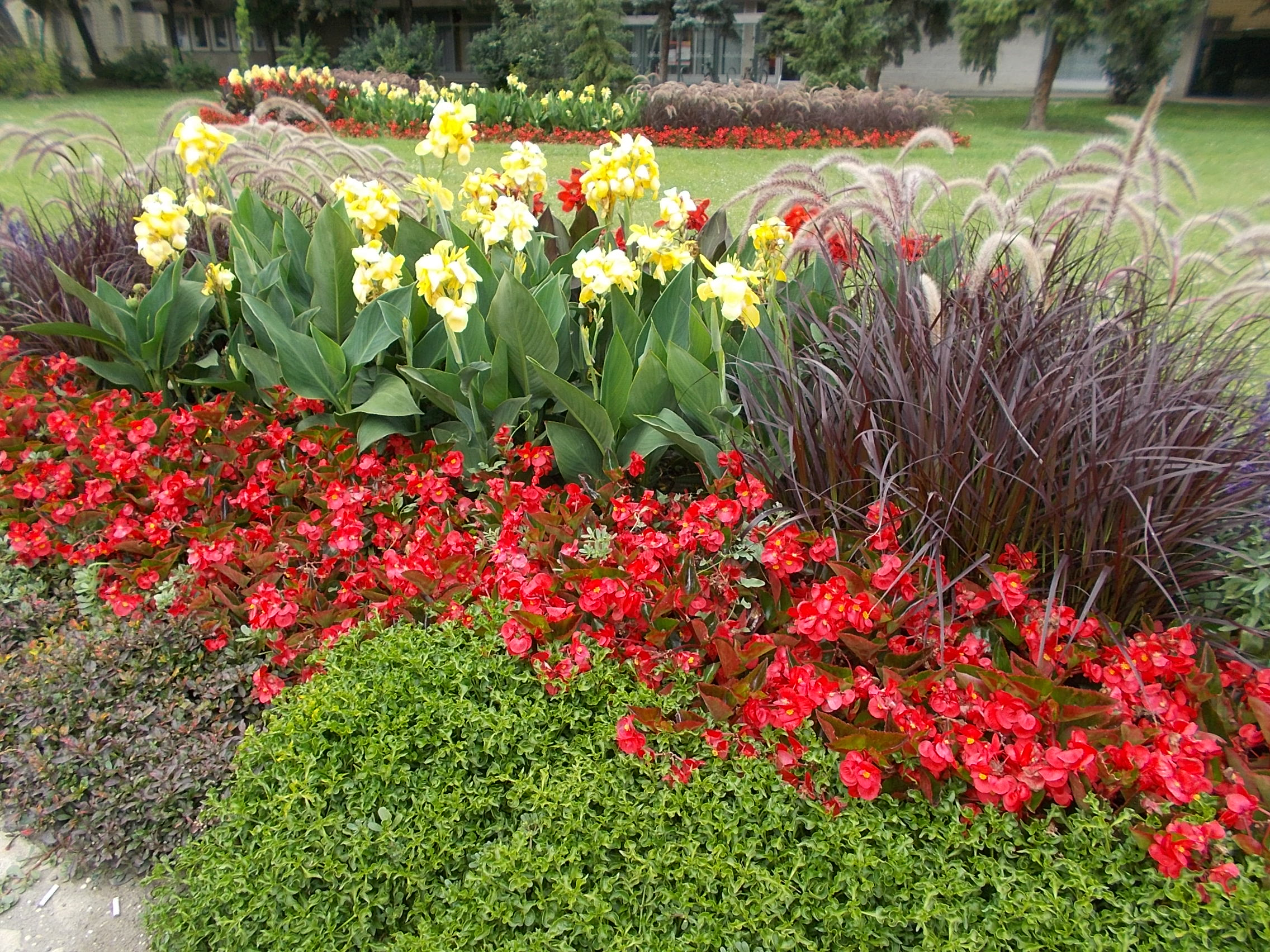
Květinový zákon v lokalitě Ferdinandváros.

Oázy zeleně představují břehy řek, kde se nacházejí promenády. Rekreační areály vznikly buď tam, nebo v oblastech bývalých slepých ramen. Tak je tomu v případě Biskupského lesa, který leží severozápadně od středu města, ale i některých dalších. Uvedený les navštíví ročně 30–40 tisíc lidí a je hlavní zelenou plochou ve městě. Je označován za "plíce města".
Přítomnost lužních lesů znamená také značné množství zeleně, která zasahuje přímo až téměř ke středu samotného města (Bácsai rét, Bálványos, Püspökerdő, Rába- a Rábca mente).
Protipovodňové valy jsou v některých místech upraveny jako cyklostezky. Město má také několik parků, např. Batthyányho náměstí (maďarsky Batthyány tér) je upravené do podoby velkého sadu a obdobně je tomu i v případě Bisingerova náměstí, které je umístěno blíže železniční stanici. Zalesněný je i ostrov na řece Rábě s Náměstím hrdinů (maďarsky Hősök tere).
Ve městě existuje veřejná pláž v lokalitě s názvem Aránypart I.

## Historie

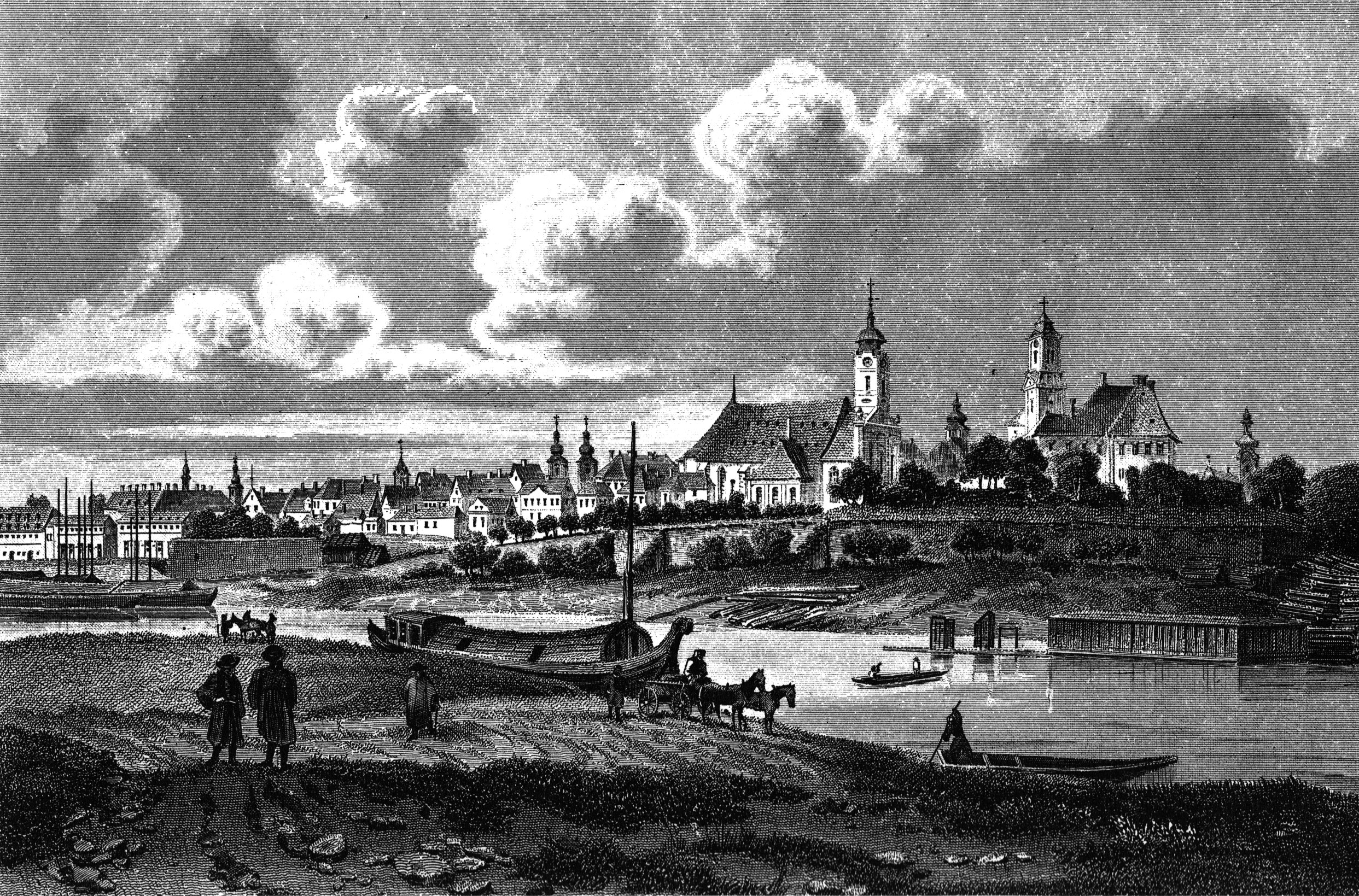
Győr v roce 1845

### Doba před příchodem Maďarů
Okolí dnešního Rábu bylo osídleno již od pravěku. Archeologické nálezy včetně pevnosti jsou četné také pro období Římské říše. Prvními písemně doloženými obyvateli tu byli Keltové. V 6. století území osídlili Slované, kteří zde v 8. století koexistovali s Langobardy a s Franky, přišlými z jihu. Jejich komunity napadli Avaři. Slovanský živel stále převládal, i mezi lety 880 a 894, kdy byl součástí Velkomoravské říše.
Kočovní Maďaři sem vtrhli na přelomu 9. a 10. století, osídlili a opravili opuštěnou římskou pevnost, nejprve zde stavěli stany, později i domy. V 13. století Győr těžce poničily vpády Mongolů a útok českých vojsk pod vedením Přemysla Otakara II. v roce 1271.

### Středověk
O dalších 300 let později, když na tehdejší Uherské království zaútočili Turci a postupovali úspěšně zemí na sever, rozhodl se místní vojenský velitel Kristóf Lambert město před Osmany zničit, aby jim nepadlo do rukou. Od této doby je turecký název pro Ráb Janik Kala – spálená pevnost. Porážka Turků u Gyoru a jeho znovuzískání v roce 1598 bylo bráno jako mimořádné vítězství a zajištění bezpečnosti Vídně. Trvalo však ještě více než sto let, než se podařilo Turky z oblasti dnešního Maďarska vypudit. Po osvobození země od turecké nadvlády bylo znovu vybudováno, a to za pomoci severoitalských architektů v renesančním a barokním stylu; ze starého města se zachovalo pouze rozložení ulic.

### Novověk
Díky své výhodné poloze na křižovatce obchodních cest mezi dvěma centry Rakouska, Vídní a Budapeští (tehdy Budínem) a zásluhou rozvoje náboženství, řemesel a kultury město prosperovalo. Roku 1627 přišli jezuité, kteří kromě kostela a koleje založili školu a nastolili rekatolizaci města. V roce 1749 Győr získal od královny Marie Terezie statut svobodného královského města. Slibný růst zpomalily již tereziánské války o dědictví slezské a zastavily jej napoleonské války. Rozvoji města přispěla i stále intenzivnější plavba na Dunaji, na jehož rameni se samotný Győr nachází. Rozhodující byl nakonec ale rozvoj strojírenského průmyslu. Roku 1896 byl založen strojírenský podnik Rába, zaměřený především na výrobu železničních vozů a lokomotiv, později i automobilů. Výstavba železnice však přeložila dopravu mezi Vídní a Budapeští dál od města (na Žitný ostrov, přes Nové Zámky a Štúrovo), a tak Győr nakonec ztratil na významu.

### 20. století

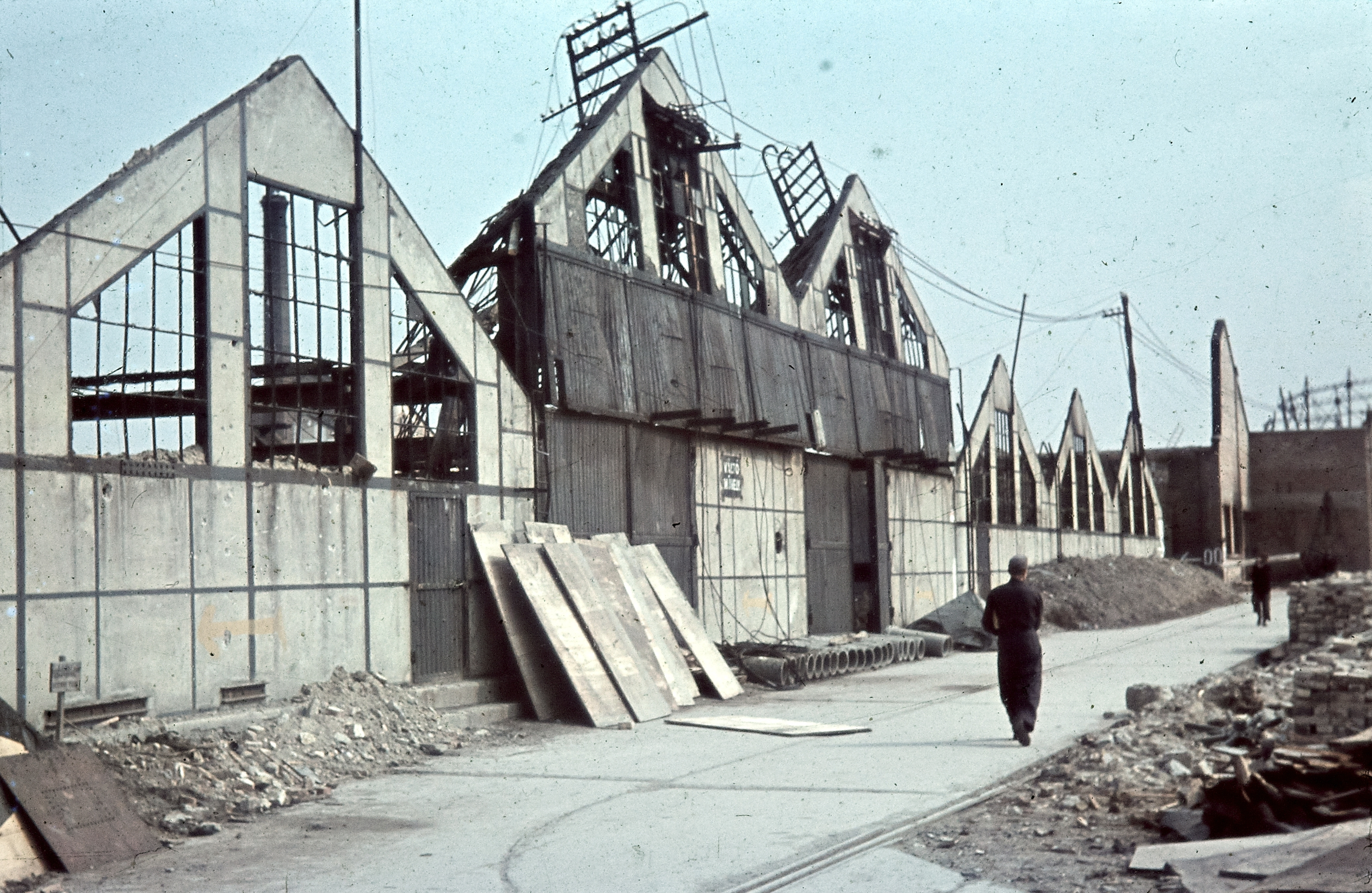
Následky bombardování v roce 1944.

Po roce 1918 se Győr začal profilovat jako druhé nejprůmyslovější město v novém Maďarsku (po metropoli Budapešti a před zahájením industrializace dalších sídel).
Během druhé světové války, když nacisté obsadili Maďarsko, začaly se organizovat deportace Židů. Téměř všichni z nich zahynuli ve vyhlazovacím táboře Osvětim, nebo ještě cestou v uzavřených nákladních vagónech vlaku, šlo o cca 5 000 osob. Některým Židům bylo umožněno zůstat, ti však byli zmasakrováni 26. března 1945, jen několik hodin před osvobozením Rudou armádou.
V měsíci březnu 1945, před koncem druhé světové války, byl Győr nepřetržitě tři dny bombardován spojeneckými leteckými silami. Po druhé světové válce byla zahájena obnova města i výstavbou nových, panelových sídlišť. Roku 1978 byla v moderní budově otevřena místní pobočka národního divadla podle návrhu architekta Kálmána Vinczeho. Nicméně historické centrum pozvolna chátralo. Jeho obnova začala v 70. letech 20. století a od 90. let 20. století byla značně zintezivněna. V této činnosti se stále postupně pokračuje, za rekonstrukci historického jádra město získalo ocenění Europa Nostra. Győr později získal i na dálnici (dálnice M1) spojující Vídeň s Budapeští. Výhledově by měla ve městě vzniknout nábřežní promenáda.

## Obyvatelstvo

### Struktura obyvatelstva

Náboženská statistika obyvatel města z roku 2011.

K 1. lednu 2011 žilo ve městě 129 527 lidí, což představovalo 28,9 % celkového počtu obyvatel župy Győr-Moson-Sopron. Počet obyvatel na km² v daném roce byl průměrně 741,8. Počet obyvatel mladších 19 let činil 20 % obyvatel města, počet obyvatel starších let šedesáti potom dvacet tři procent. V roce 2017 byla průměrná délka života u mužů 73,3 let a u žen 79,9 let. Podle sčítání lidu se 95% hlásilo k maďarské národnosti, zbytek cca 5 261, se hlásilo k národnostní menšině, z toho např. k německé (1,48 %), romské (0,83%) a rumunské (0,18%) atd.. Před druhou světovou válkou zde bylo zastoupeno také německé a židovské (13%) obyvatelstvo; před první světovou válkou zde žila slovenská komunita. Na přelomu století byl patrný trend mírného růstu obyvatel města a suburbanizace. Město je jedním z mála v Maďarsku, kde počet obyvatel od roku 1990 významněji neklesal.

### Náboženský život
Podle údajů ze sčítání lidu v roce 2001 se více než tři čtvrtiny (79 %) obyvatel města hlásily ke konkrétnímu náboženskému vyznání. Tento trend postupně klesá (v dalších sčítáních lidu se hlásilo k náboženství méně lidí). Z katolických církví se k římskokatolické přihlásilo na začátku století 86 591 osob, k řeckokatolické církvi potom 540 osob. Zastoupeny jsou i luteránské církve (7 860 osob) a reformovaná církev (6 658 osob). K pravoslavným církvím se hlásí představitelé spíše národnostních menšin než Maďaři. K židovské náboženské obci se tehdy přihlásilo 82 osob. 

## Administrativní členění
Město Győr se člení na následující místní části. Původně bylo rozčleněno na několik větších obvodů (jejich počet byl nižší, než je tomu v případě současných místních částí), toto rozdělení na číslované obvody bylo ale nakonec zrušeno.
| - Adyváros - Bácsa - Belváros (Staré město) - Gyárváos (Průmyslová čtvrť) - Győrszentiván - Gyirmót - Ipari Park (Průmyslová zóna) - Jancsifalu - Kisbácsa - Kismegyer | - Likócs - Marcalváros - Ménfőcsanak - Nádorváros - Pinnyéd - Révfalu - Sárás - Szabadhegy - Sziget (ostrov) - Újváros (Nové město) - Városrét |

Mezi jednotlivými městskými částmi panují velké rozdíly. Révfalu patří k nejatraktivnějším lokalitám, kde by 36,5 % obyvatel města chtělo bydlet, pokud by mohlo, anebo by je považovalo za druhou až třetí volbu. Dalšími oblíbenými jsou Kisbácsa a staré město. Nejméně oblíbenou lokalitou je Nové město (maďarsky Újváros) a potom Marcalváros (sídliště na jihu města).

## Hospodářství

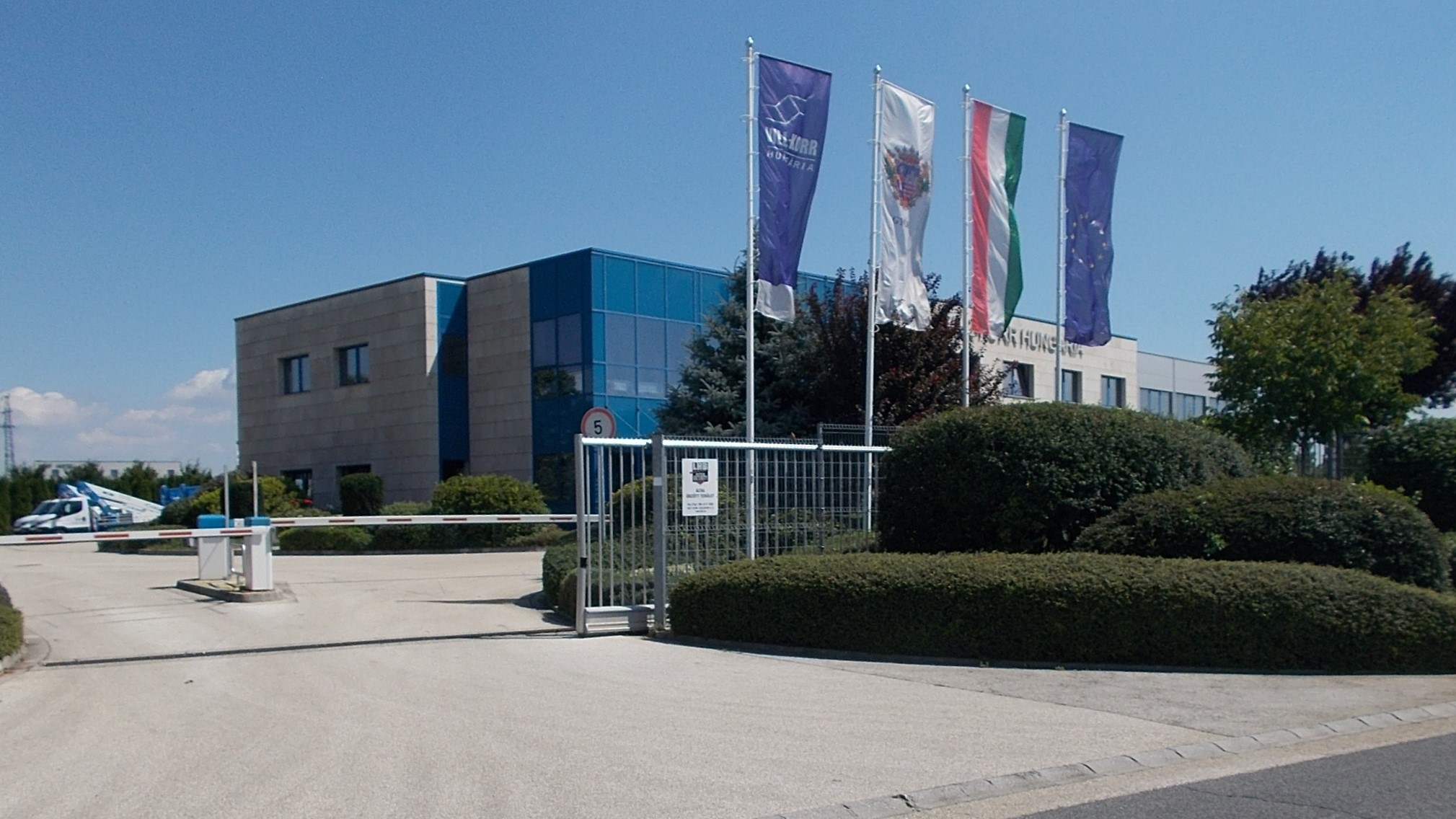
Průmyslová zóna

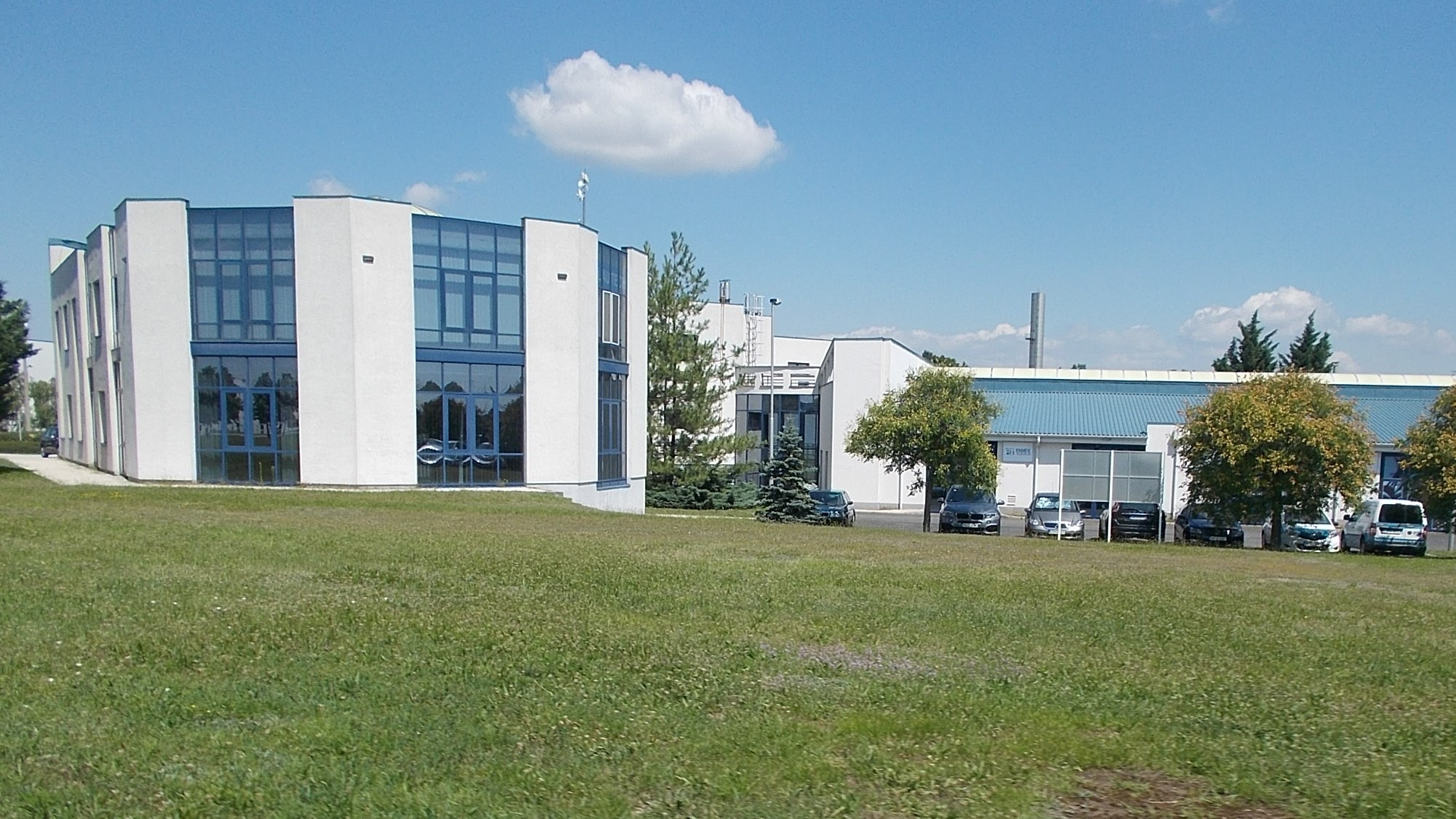
Inovační středisko v rámci průmyslové zóny v ulici Juharfa utca

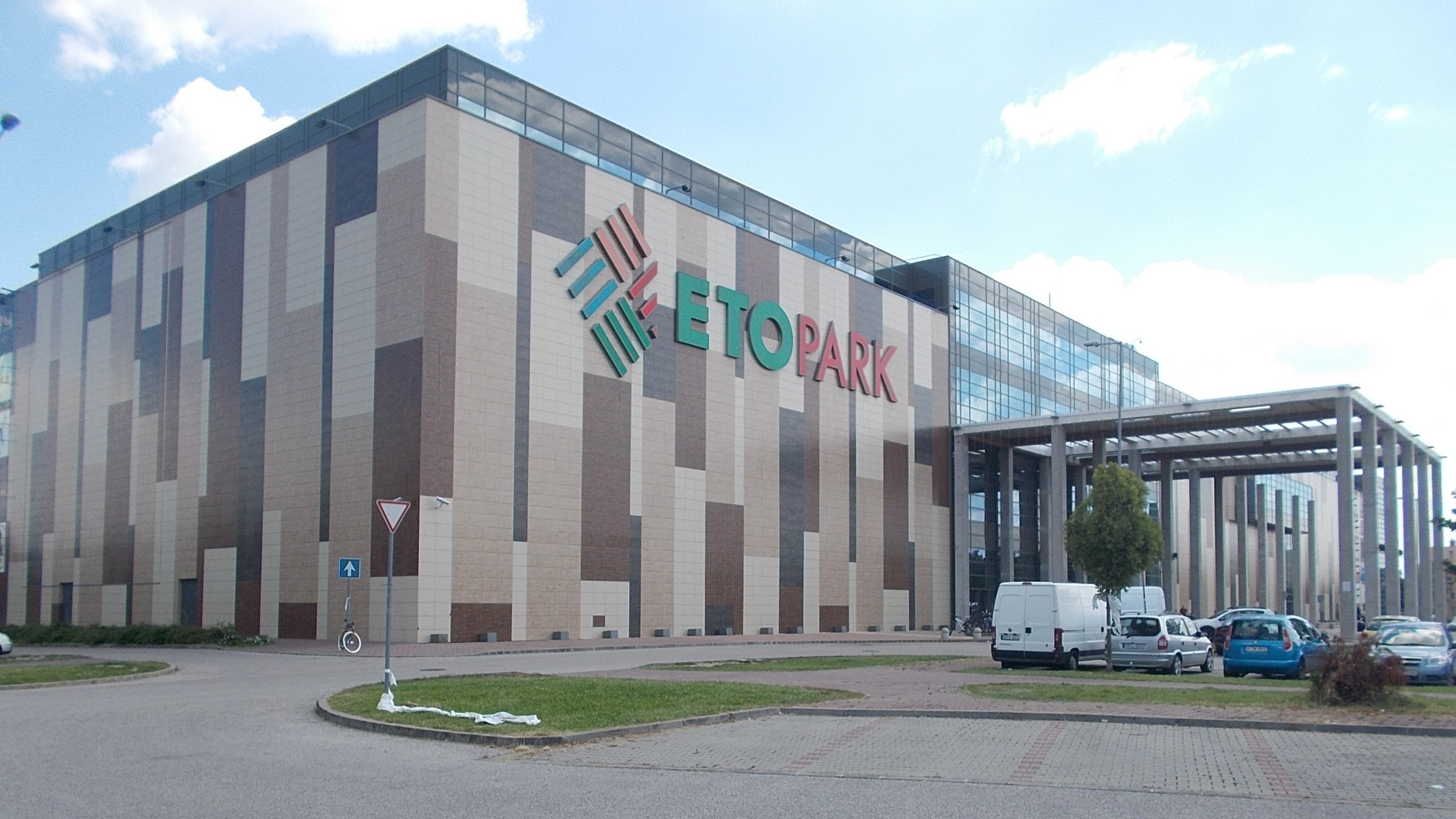
Obchodní centrum ETO Park

Győr patří k hospodářsky velmi dobře rozvinutým městům. Ve statistice HDP na obyvatele se nachází 12 % nad celomaďarským průměrem. Město je jedním z center maďarské ekonomiky, z regionálního hlediska je centrem Severního Zadunají. Míra nezaměstnanosti je zde dlouhodobě nízká; v roce 2011 činila 2,9 %. a roku 2019 1,32 % obyvatel. V témže roce zde bylo 83 044 práceschopných obyvatel.

### Zemědělství
Okolí města tvoří úrodná krajina. Ta je intenzivně zemědělsky využívána.

### Průmysl
Tradičně byl v Győru zastoupen jak strojírenský průmysl, tak také průmysl textilní. Největším zaměstnavatelem v oblasti zemědělství je společnost Pannon Gabona Rt.[zdroj?] Po roce 1989 došlo k rozsáhlé transformaci ekonomiky; roku 1992 byla ustanovena mezinárodní průmyslová zóna (historicky první), která přilákala zahraniční investory.
V Győru sídlí pobočka Audi AG (Audi Hungaria Motor Kft.) která zde provozuje rozlehlou továrnu, otevřena byla v roce 1994. Vyrábějí se zde sportovní vozy Audi TT, A3 Cabriolet, A3 Limousine a rovněž množství typů motorů (1 913 053 motorů v roce 2007). Jako první se zde vyráběly čtyřválcové řadové motory pro Audi. Později přibyla montáž Audi TT Coupé a TT Roadster. Dále též šestiválcové a osmiválcové motory, a poté, co koncern získal automobilku Automobili Lamborghini S.p.A., začalo Audi vyrábět také vidlicové desetiválcové motory typu V10. Tyto motory pro Audi se plně vyrábějí zde, ale pro Lamborghini V10 pouze válcové bloky. Motory jsou dodávány rovněž to dalších typů vozů skupiny Volkswagen Group, přičemž přes 90 % motorů do vozů Audi je vyráběno zde. Audi je jedním z klíčových ekonomických hráčů města a významnou měrou se podílí na jeho celkovém hospodářství.
Sídlí zde také německý výrobce železničních modelů, společnost Märklin.
Místní průmysl používá na vytápění geotermální energii. V průmyslové oblasti je potom umístěna i tepelná elektrárna.

### Služby
Značný počet obyvatel je zaměstnán v obchodu a turistice. Ve městě sídlí celkem 400 společností.

### Turistika
Kromě historického jádra města a řady zajímavostí a památek jsou navštěvovány také místní lázně. V roce 1931 zde byly odhaleny termální prameny, lázně se zde nacházejí od roku 2014.
Atraktivní pro návštěvníky je rovněž i místní zoologická zahrada.
V roce 2010 byl 10. nejnavštěvovanějším městem v Maďarsku (mezi Šoproní a Egerem) a uskutečnilo se zde celkem 357 916 přenocování. Nejčastějšími zahraničními návštěvníky byli hosté z Německa (93 tisíc), dále Rumunska (14 tisíc) a Rakouska (10 tisíc).

### Věda a výzkum
V průmyslových zónách se nachází mimo jiné i inovativní centra.

## Doprava

### Silniční doprava

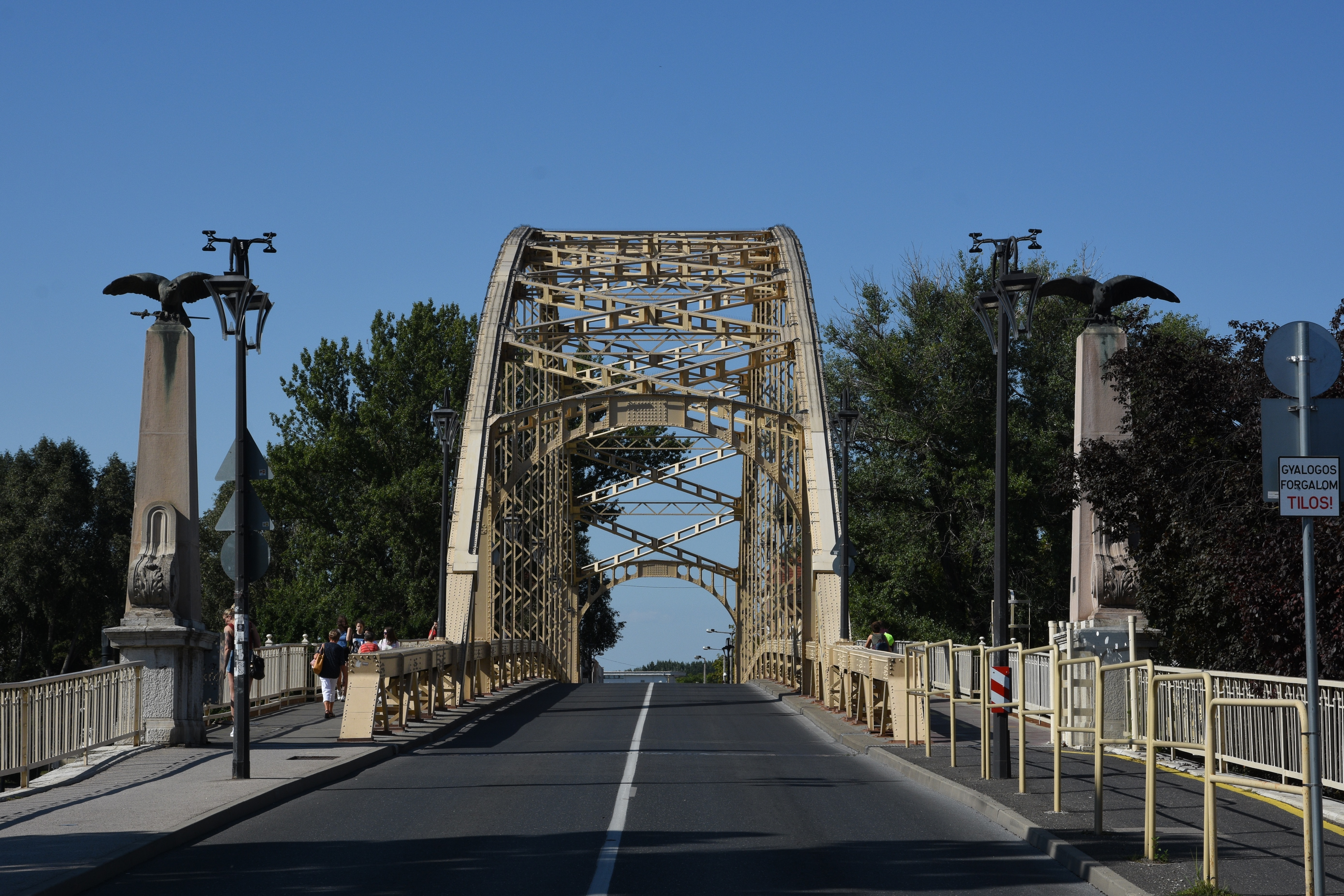
Kossuthův most v centru města.

Město se již historicky nachází na významném dopravním tahu mezi Budapeští, Bratislavou a Vídni. Jižně od města vede také dálnice M1 (Győr obchází po obchvatu vedeném po jižní straně města). Na dálnici se rovněž napojuje přivaděč č. 19. Na západ vede ještě také dálnice M85 do města Csorna. V roce 2021 byla směrem na jih budována rychlostní silnice M83 do města Pápa.
Historické staré město (Belváros) je pro automobilovou dopravu uzavřeno. Nápadným je Kossuthův most přes Mošoňský Dunaj. Obloukový most spojuje historické centrum s místní části Révfalu, která leží severním směrem od historického jádra. Kolem samotného města je po etapách budován silniční okruh (ten obchází Győr téměř ze všech stran kromě jižní, kde jej nahrazuje zmíněná dálnice M1. Okruh nebyl v roce 2022 dokončen celý, schází severozápadní úsek.

### Železniční doprava
Město je regionálním železničním uzlem. Prochází tudy trať významná pro mezinárodní dopravu, a to Železniční trať Budapešť – Hegyeshalom – Rajka. Další regionálně podstatné trati směřují na jih do měst Csorna, Pápa nebo Pannonhalma/Veszprém (tj. železniční trať Győr–Veszprém). Železniční spojení z hlavního nádraží a průmyslové zóny směřuje také severovýchodním směrem k Dunaji k přístavu Győr-Gönyű. V samotném centru města se nachází hlavní nádraží, kromě toho se ve městě nachází ještě několik menších stanic a zastávek (např. Győr-Gyárváros, Győrszentiván, Győrszabadhegy, a další).
Přes Győr by měla být výhledově vybudována vysokorychlostní železniční trať z Budapešti do Bratislavy a do Vídně. Také by zde měla končit železniční trať V0, která spojí Maďarsko mimo Budapešť a bude určena především pro nákladní dopravu.

### Vodní doprava
Přístav Győr-Gönyű má velký význam pro nákladní dopravu. Je dlouhý 1700 m, dlouhodobě byl ve špatném stavu a rekonstruován byl v rámci programu EU s názvem Phare. Město by rádo rozvíjelo logistické areály v jeho blízkosti.
Na rameni Mošoňského Dunaje se také nacházel přístav, a to v průmyslové zóně východně od města, ten však zanikl a rameno (maďarsky Ipari-csatorna, doslova Průmyslový kanál) bylo později přehrazeno.
Vodní toky jsou dlouhodobě využívány rovněž k rekreaci. Již na počátku 20. století existovaly různé spolky pro pořádání vodních sportů, regaty apod. Dnes se po Mošoňském Dunaji konají vyhlídkové plavby.

### Letecká doprava
Až do 50. let 20. století bylo v Győru v provozu také letiště. Jeho areál byl později uzavřen a vznikly tam továrny pro dopravní prostředky. Na počátku 90. let bylo modernizováno 15 km vzdálené sportovní letiště Péri. Rozvoj letiště byl zahájen v roce 2000 s využitím finančních prostředků získaných z programu Phare a poskytnutých společností AUDI Motor Hungária Kft. Do provozu bylo uvedeno roku 2003 a od roku 2005 odsud byla provozována linka do Tivatu v Černé Hoře.

### Městská doprava
Městskou dopravu zajišťuje okolo stovky autobusů. Před první světovou válkou bylo zamýšleno zde vybudovat trolejbusovou nebo tramvajovou síť, to však nikdy nebylo uskutečněno.

## Společnost

### Školství
Sídlí zde Univerzita Istvána Széchenyiho. Původně Technická vysoká škola dopravy a telekomunikací, založená v Győru v roce 1968, přijala název Istvána Széchenyiho v roce 1986 a od roku 2002 je univerzitou. Kromě toho ve městě a jeho spádové oblasti existuje celkem okolo stovky vzdělávacích institucí. 34 škol je základních, včetně jedné školy hudební a 24 z nich provozuje samotné město.

### Média
Ve městě sídlí regionální tisk, rozhlas a televize. Vychází zde např. deník Kisaföld, vysílá televize Győr+ (vychází zde i týdeník s tímto názvem) a vysílá několik komerčních rozhlasových stanic.

### Sport

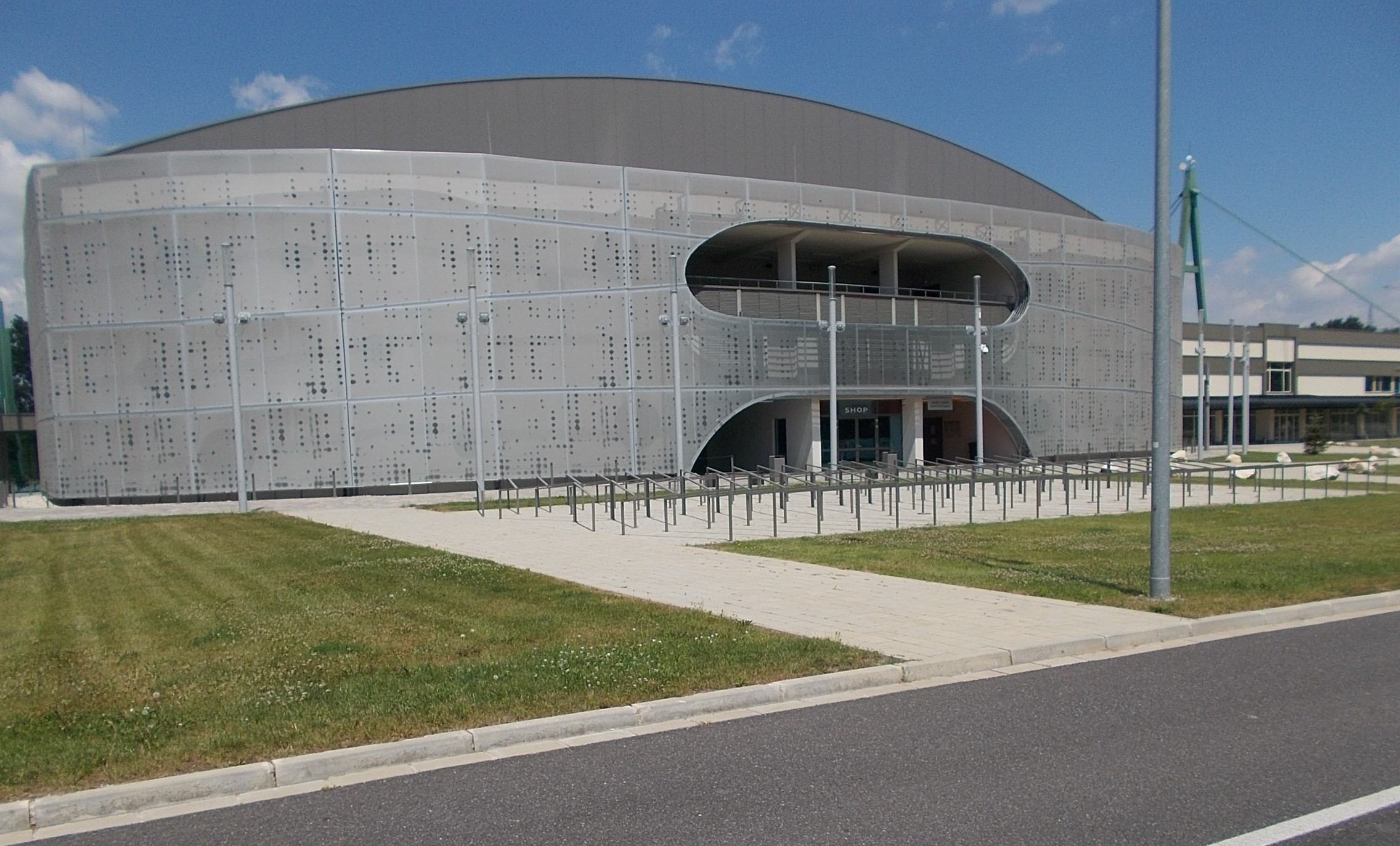
Audi Aréna v roce 2018.

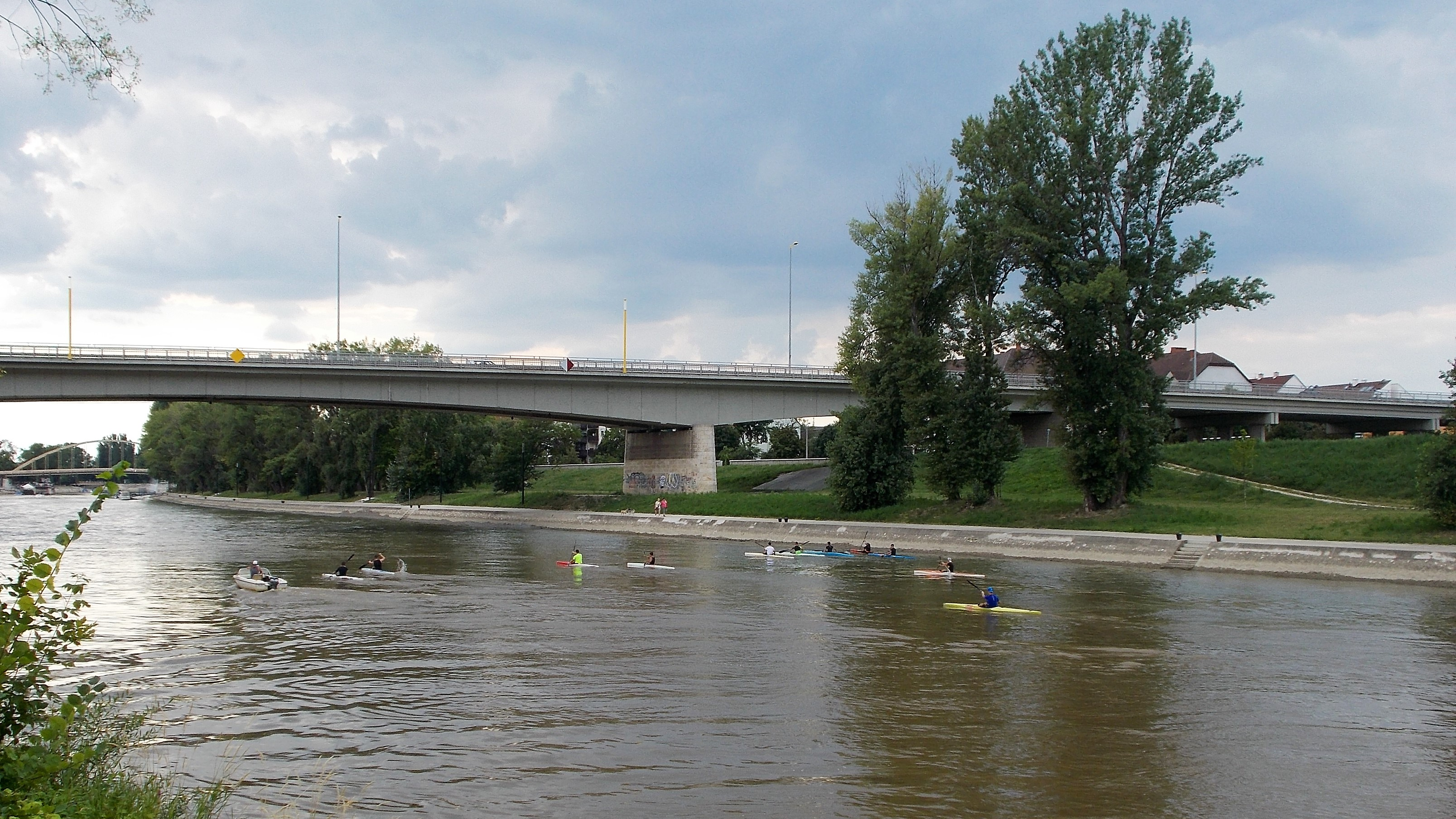
Trénink veslařského týmu.

Hlavním sportovním klubem v Győru je Győri ETO Sport Club, který má mnoho sportovních odvětví. Oblíbená je zejména házená. V Győru je i ženský házenkářský klub. Győrský sport se proslavil hlavně svým fotbalovým klubem Győri ETO FC.
V roce 2014 byl ve městě otevřen nový plavecký bazén. U soutoku Mošoňského Dunaje s Rábou (na tzv. Ostrově – Sziget) se nachází řada dalších sportovních objektů, např. venkovní bazén, tenisová hřiště apod. Dále od centra jsou poté umístěny také atletické stadiony.
Další areál pro volný čas a sporty leží na severovýchodním okraji města, nedaleko Zoologické zahrady a místní části Kiskút. Zahrnuje mimo jiné i fotbalový stadion a dále tři kryté haly. V roce 2017 byly sportovní areály postaveny pro letní evropskou olympiádu mládeže.

## Životní prostředí

### Odpadové hospodářství
Kanalizační síť byla ve městě vybudována v závěru 19. století a o sto let později dosáhla již celého města. V roce 2000 činila celková délka kanalizace ve městě 233 km. Na počátku 21. století byla síť modernizována ve snaze o zvýšení kapacity tak, aby při mimořádně velkých deštích nedocházelo k vylévání splašků do ulic. 

## Kultura

### Kulturní instituce

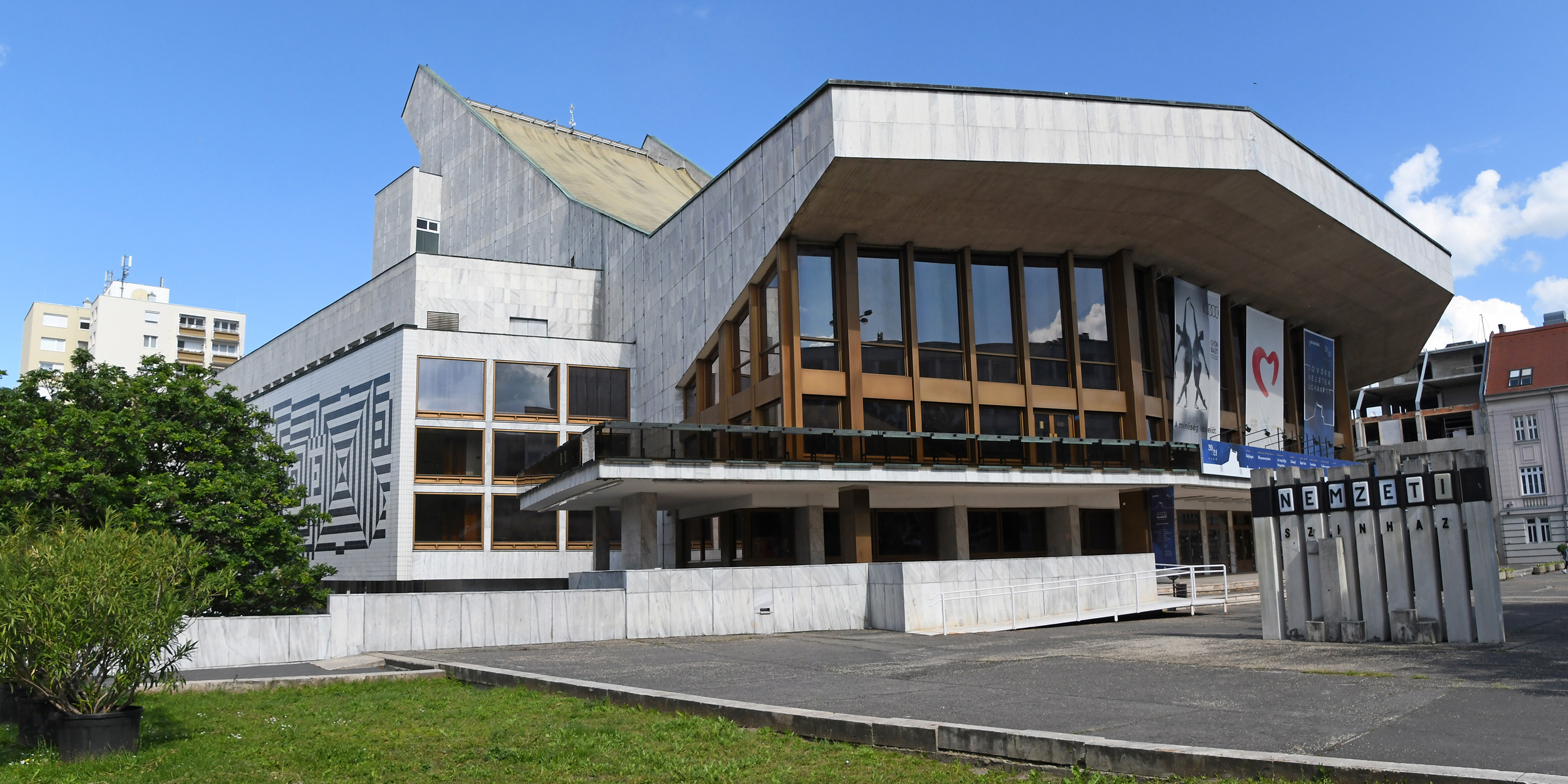
Budova divadla.

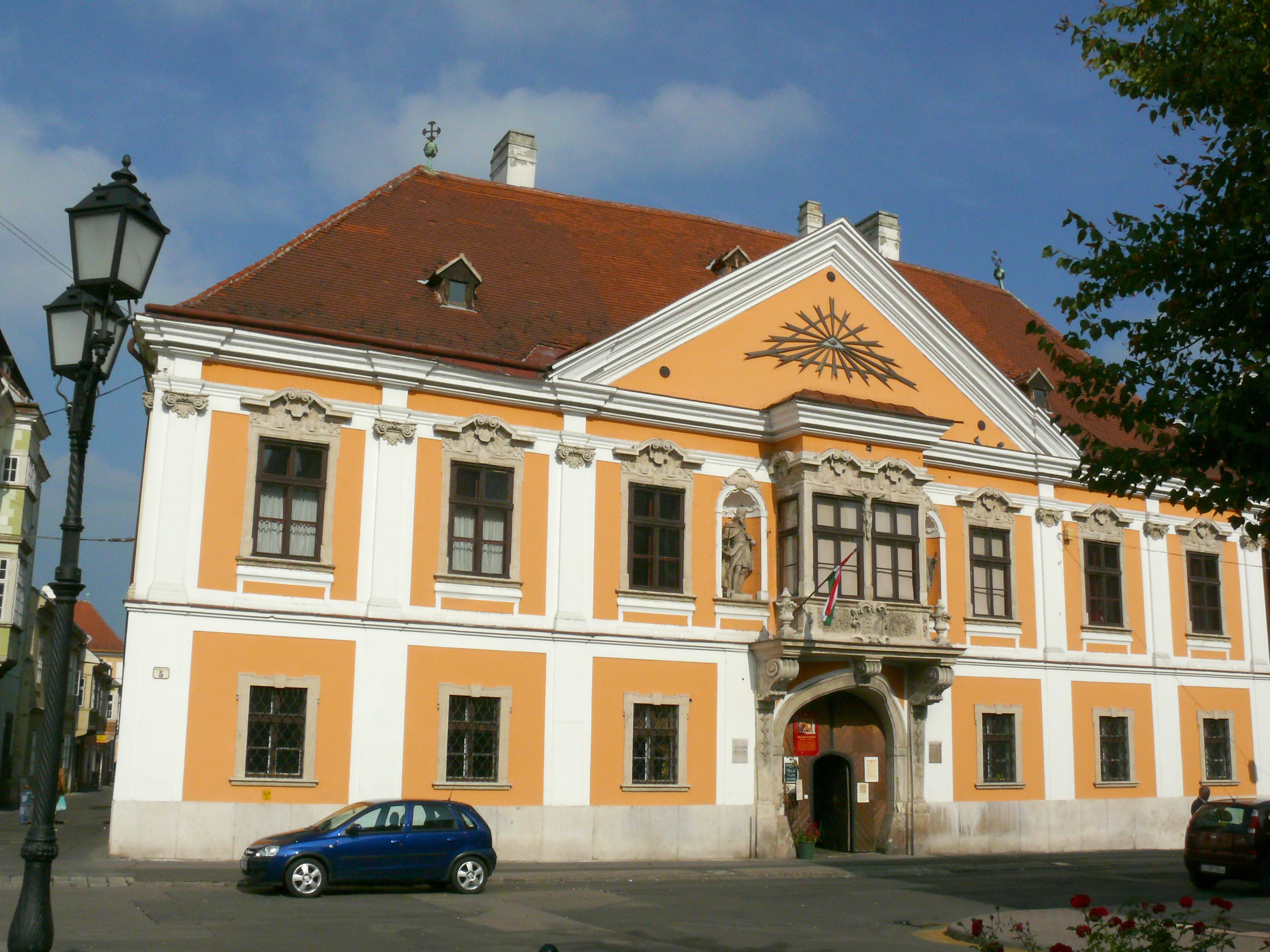
Městské muzeum (Janose Xanthuse) v budově Apatúr ház.

#### Muzea
Mezi místní muzea patří např. Muzeum Jánose Xántuse v starém opatství (maďarsky Apátúrház). Věnuje se dějinám města v průběhu staletí a je nejstarším svého druhu na území dnešního Maďarska. Městské muzeum umění (maďarsky Városi Művészeti Múzeum) působí v řadě budov (mimo jiné v paláci Esterházyů, kde je spolu s galerií). Mezi další domy v Győru, v nichž má své prostory, je Borsosův dům a Kresztův dům. Jako prostor pro konání různých expozicí slouží i synagoga.
Muzeum Ference Zichyho se soustředí na dějiny křesťanství v Maďarsku (resp. Uhersku) a sídlí poblíž hlavního městského chrámu. Muzeum György Klapky se soustředí na památky z období antiky, přesněji Římské říše. Ve městě se také nachází menší instituce, ve které je umístěna např. i výstava starých kamen nebo dlaždic.
Muzeem je také i nejstarší lékárna (Patikamúzeum), která leží na rohu náměstí s ulicí Czuczor Gergely utca, vybavená dobovým nábytkem, krásně malovaným stropem, malým muzeem původního lékárenského vybavení, např. váhy, odměrky, apod.

#### Divadla
V Győru sídlí např. místní pobočka maďarského národního divadla (a to v budově z roku 1978). Je šestou nejnavštěvovanější scénou v zemi. Dále zde sídlí loutkové divadlo Vaskakas apod. Dalším divadlem v centru města je také divadlo Padlásszínház.
Koncertní sál Richterterem vznikl přestavbou původního kina.
Ve městě působí i filharmonický orchestr s názvem maďarsky Győri Filharmonikus Zenekar) a baletní soubor.

#### Galerie
Řada galerií se nachází v centru města. Pro účel výstavy uměleckých děl slouží již zmíněný palác Esterházyů, dále Malá galerie (maďarsky Kisgaléria) nebo Galerie Triangulum.

#### Další instituce
Győrská diecézní knihovna a archiv je církevní katolická instituce založená v roce 1992. Sídlí v budově Velkého semináře postaveného v roce 1688 Györgym Széchényim, biskupem z Győru a pozdějším arcibiskupem z Ostřihomi. Dále ve městě působí Generační kulturní centrum, Umělecké, festivalové a kulturní centrum. Místní knihovna nese název Károly Kisfaludyho. 

#### Kulturní akce
Místní pravidelné kulturní akce zahrnují jarní veletrh, v rámci něhož se konají např. taneční představení s nedalekým Slovenskem. V Győru se také pořádá knižní veletrh a barokní bál.

### Kulturní památky a pamětihodnosti města

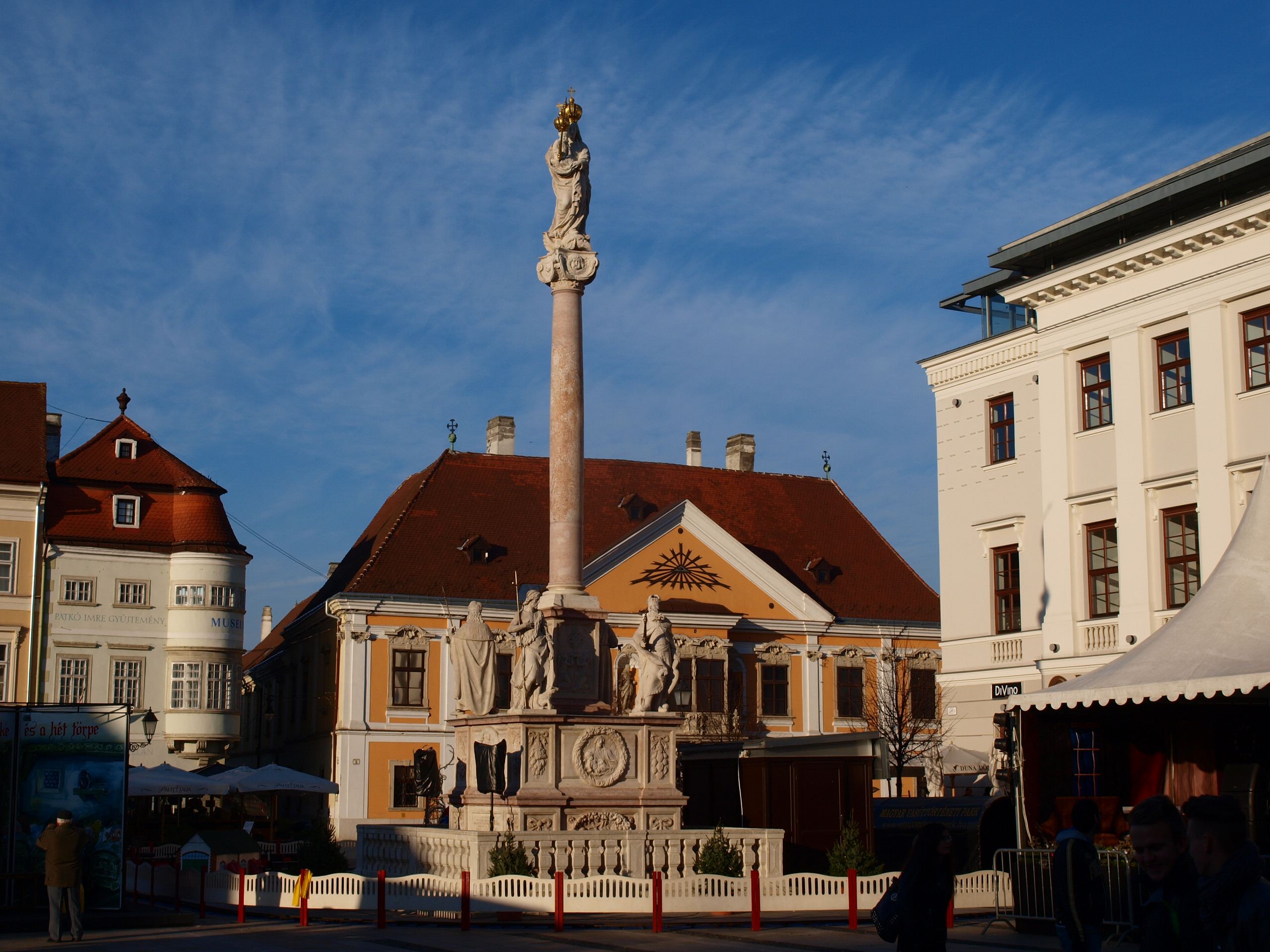
Széchenyi tér (Széchenyiho náměstí) s mariánským sloupem

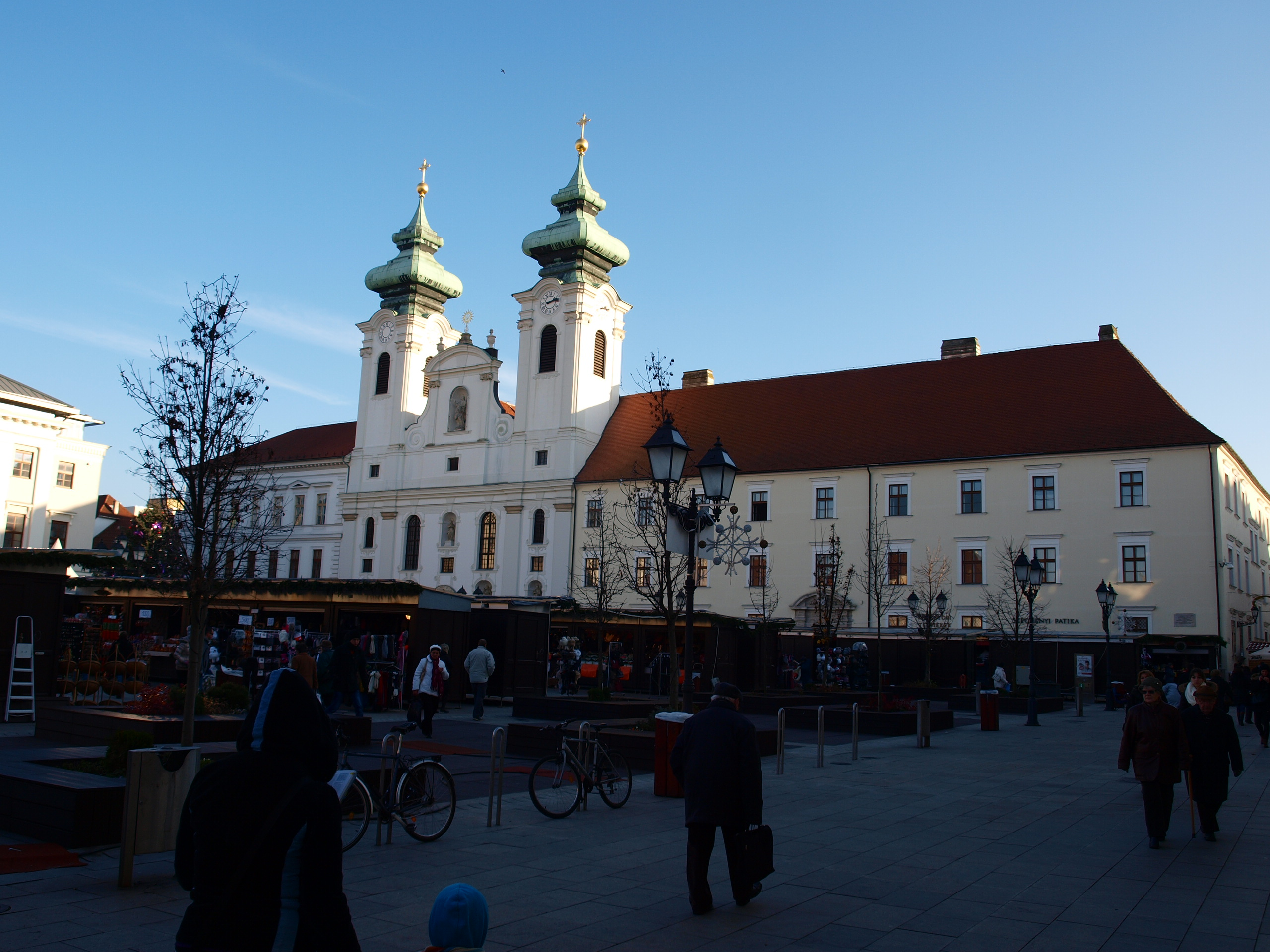
Széchenyiho náměstí s kostelem sv. Ignáce

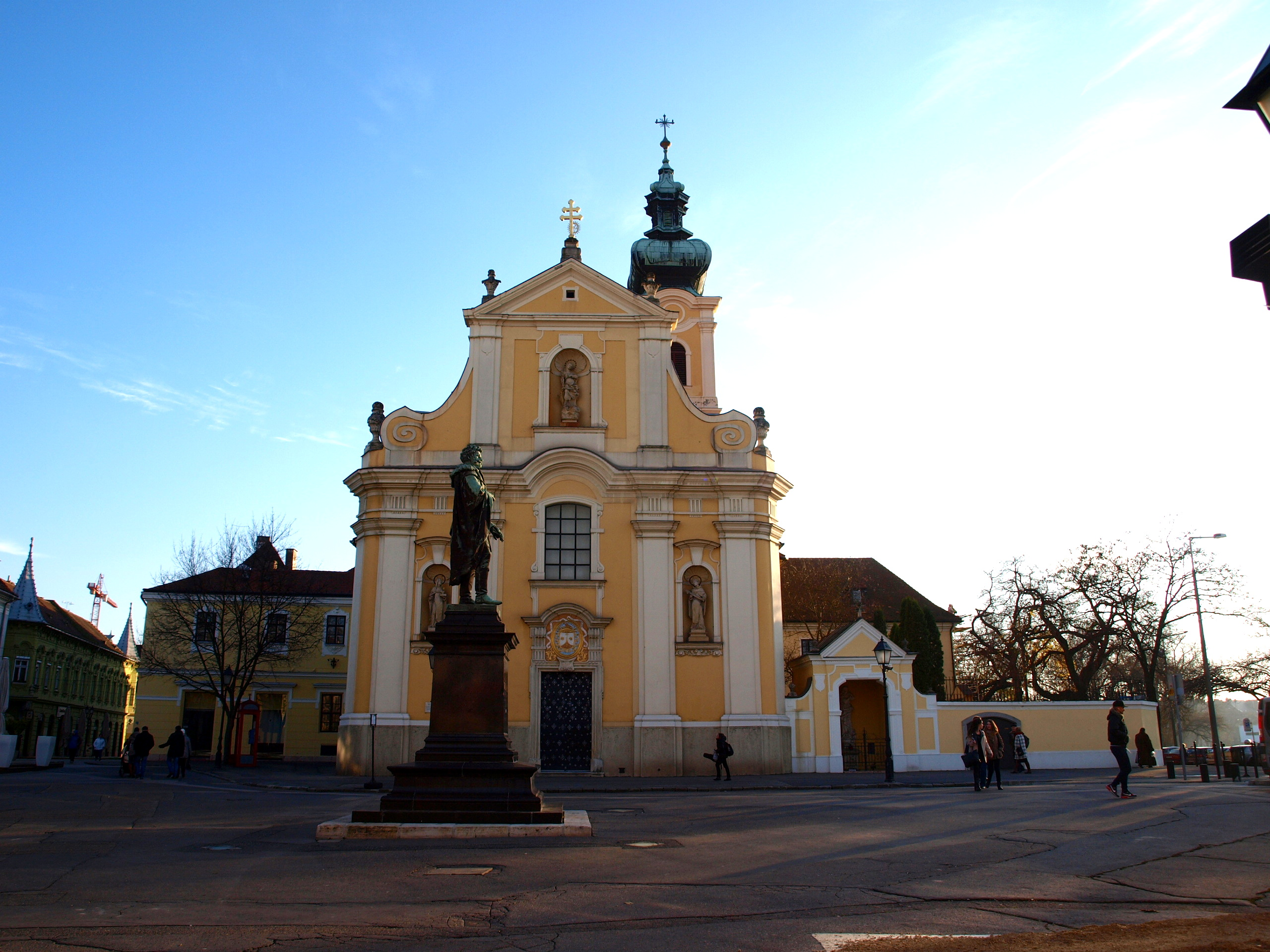
Karmelitánský kostel

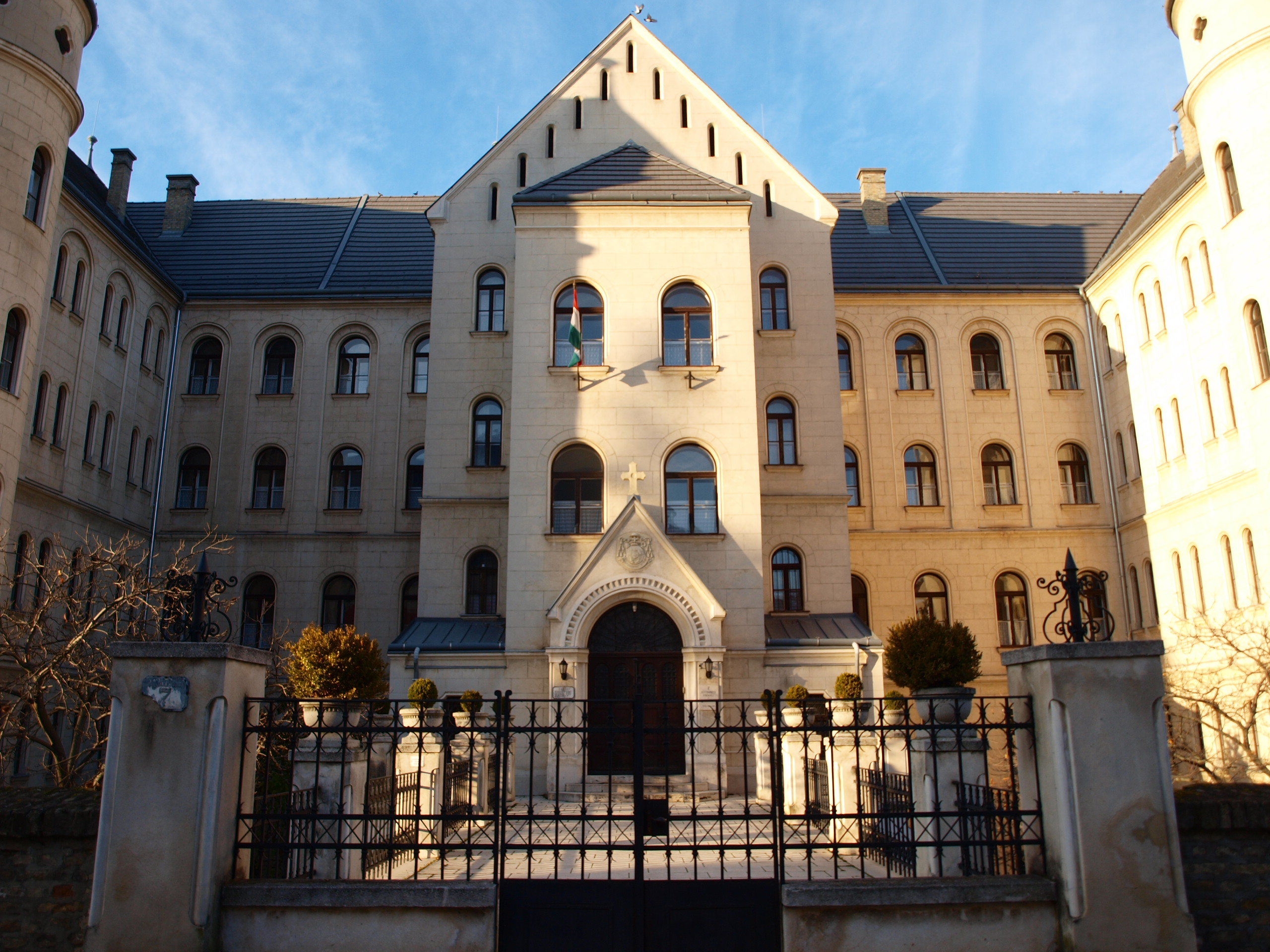
Biskupský hrad

- Radnice, tříosá stavba z konce 19. století s věží vysokou 59 metrů
- Vrch Káptalan – starý střed města, leží na soutoku řek Mošoňského Dunaje a řeky Ráby, kde stojí „Biskupský palác“,[39] zdaleka viditelný. Dá se poznat dle Tupé věže – dnes biskupská rezidence. Veřejnosti je nepřístupný. V blízkosti je jak bazilika, tak i teologická fakulta. V roce 1984 zde byly odhaleny pozůstatky kostela sv. Lazara, nejstaršího ve městě. Biskupský hrad (Püspökvár) je obklopený zbytky kamenné středověké a cihelné tereziánské fortifikace především ze strany od řeky. Od roku 2020 je považován za národní kulturní památku.[40]

- Bazilika Nanebevzetí Panny Marie – katedrála, na gotických základech, z nichž se dochoval chór a jižní kaple; byla dostavěna tereziánská bazilika s klasicistním průčelím z doby kolem roku 1800. Nejvzácnější je gotická kaple sv. Ladislava, zbudovaná u příležitosti sanktifikace arpádovského krále Ladislava (panoval v letech 1077–1095). V ní je uloženo vrcholné dílo uherského středověkého zlatnického umění a to pozlacená stříbrná helma sv. Ladislava. Současně je v kapli uložen od roku 1945 k poslednímu odpočinku, biskup Vilmos Apor[39] (blahoslavený v roce 1997), jenž byl postřelen vojáky Rudé armády, když bránil ženy a dívky, a na následky zranění za několik dnů zemřel.
- Barokní centrum města – urbanistický celek měšťanských domů ze 17. až 19. století se starou uliční sítí
- Kostel sv. Ignáce a jezuitský klášter na Széchenyiho náměstí. Jezuité se ve městě usadili v roce 1627. V letech 1634–1641 si podle vzoru římského kostela jezuitů Il Gesú postavili jednolodní baziliku s úzkými průchozími kaplemi, s bohatými štukaturami, severoitalský stavitel Bartolomeo della Torre ji dokončil v raně barokním stylu roku 1667 (chronogram v nadpraží portálu), ve stavbě kláštera pokračoval pražský stavitel Francesco della Torre. Chrámové věže pocházejí z poloviny 18. století. Po zrušení jezuitského řádu v rámci josefinských reforem klášter užívali benediktini. Na hlavním oltáři je obraz Apoteóza sv. Ignáce, kterou stejně jako nástropní malby zhotovil rakouský malíř Paul Troger. Rokoková kazatelna se zlacenými řezbami pochází z roku 1749. Na postranním oltáři v druhé kapli vlevo je cenný raně barokní obraz svatých patronů Uher: zleva biskup svatý Béla / Vojtěch s berlou, šípy a veslem, svatý Imrö, první uherský král sv. Štěpán a sv. Ladislav.
- Jezuitská kolej a gymnasium patřily k významným střediskům řádové vzdělanosti. Školou prošli například Josef Dobrovský nebo Ľudovít Štúr.
- Mariánský sloup na Széchenyiho náměstí; sochu Panny Marie Immaculaty, patronky vítězství Rakouské monarchie nad Turky dal vztyčit roku 1678 císař Leopold I., na podnoži sloupu madonu doprovázejí moroví patroni a svatí patroni Uher. Darovací nápis s chronogramem je vytesán na desce vsazené do zábradlí statue.
- Karmelitánský kostel (maďarsky Kármelhegyi Boldogasszony templom) – pozdně barokní stavba, na náměstí Bécsikapu, kterému vévodí i socha Kisfaludy Károlyho, což byl významný maďarský spisovatel, básník, dramatik i malíř. Stal se vedoucí osobností literárního života, psal epigramy, novely, balady, básně a také i maloval. Na jeho počest je založena společnost která nese jeho jméno, stejně tak je po něm pojmenováno i divadlo v Győru.
- Velká synagoga je novorománská stavba s osmiúhelníkovým půdorysem ze 2. poloviny 19. století. Jako jedna z mála přežila druhou světovou válku a byla obnovena v 80. letech 20. století a roku 1984.
- Starý evangelický kostel na Petőfiho náměstí je rokokově-klasicistní modlitebna bez věže, vystavěná v letech 1783–1785 s unikátní křtitelnicí z červeného pískovce.
- Královská ulice (Király utca), na které se nachází tzv. Napoleonův dům, ve kterém Napoleon strávil jednu noc po vítězství nad uherskou šlechtou v roce 1809. Na protějším domě, Domě Páně, je umístěná pamětní deska. Deska připomíná existenci Ráby jako osady či města v roce 1271. Tato budova je z hlediska dějin církve a umění významnou církevní stavbou (papežem byl v letech 1271–1276 Řehoř X.). Deska dále připomíná i útok českých vojsk vedených Přemyslem Otakarem II. téhož roku a nájezdy Mongolů ve 13. století.
- Mezi historické objekty patří také Lloydův palác, který tvoří dominantu Széchenyiho náměstí v centru města.
- Ottův dům na náměstí Vídeňské brány[39](maďarsky Bécsi kapu tér), jedna z nejstarších budov ve městě. Vznikl v barokním stylu.
- Altabakův dům s dvěma arkýři v nárožích.

## Osobnosti
- János Bán (* 1955), herec – Otík z filmu Vesničko má středisková
- János Hrabovszky (1777–1852), honvéd
- Štefan Anián Jedlík (1800–1895), fyzik
- Ágoston Schöpf-Merei (1804–1858), lékař
- Vince Adler (1826–1871), hudební skladatel
- Vilmos Győry (1838–1885), básník
- Sándor Liezen-Mayer (1839–1898), malíř
- Gyula Kőnig (1849–1913), matematik
- Sándor Cserháti (1852–1909), profesor
- Gabriel Fránek (1859–1930), český skladatel a dirigent, ředitel kůru v katedrále sv. Štěpána
- bl. Vilmos Apor (1892–1945), biskup rábský a mučedník
- László Halmos (1909–1997), hudební skladatel
- Árpád Horváth (1907–1990), spisovatel
- Andor Csizmadia (1910–1985), doktor
- Gábor Földes (1923–1958), malíř
- Desiderius Orbán (1884–1986), malíř
- Stanley Jaki (1924–2009), duchovní a vědec
- Erzsébet Galgóczi(ová) (1930–1989), spisovatelka, dramaturžka
- László Sáry (* 1940), hudební skladatel
- János Sajnovics (1733–1785), lingvista
- Emil Zuckerkandl, rakouský anatom, bratr Otty Zuckerkandla
- Otto Zuckerkandl, rakouský urolog, chirurg, bratr Emila Zuckerkandla
- Margit Kovács(ová) (1902–1977), keramička a sochařka
- János Cseszneky (asi 1535–1593) uherský magnát, vojevůdce z bojů proti Turkům

S městem jsou spjaté také další osobnosti, které zde působily, např. teolog Izidor Guzmics (1786–1839), český filolog a historik Josef Dobrovský (1753–1829), slovenský národní buditel Ľudovít Štúr (1815–1856), rakouský hudební skladatel Johann Georg Albrechtsberger (1736–1809), biskup českého původu Adolf Groll (1733–1743) ad.

## Partnerská města
- Brašov, Rumunsko (1993)
- Colmar, Francie (1993)
- Dunajská Streda, Slovensko (2020)
- Erfurt, Německo (1971)
- Ingolstadt, Německo (2008)
- Kuopio, Finsko (1978)
- Nižnij Novgorod, Rusko (2013)
- Nof ha-Galil, Izrael (1993)
- Poznaň, Polsko (2008)
- Sindelfingen, Německo (1989)
- Wu-chan, Čína (1994)